# ایان گیبونز (زیست‌شیمیدان)
ایان گیبونز (۶ مارس ۱۹۴۶ – ۲۳ مه ۲۰۱۳) یک زیست‌شیمیدان و محقق زیست‌شناسی مولکولی اهل بریتانیا بود که به عنوان مدیر ارشد علوم شرکت آمریکایی ترانوس، که توسط الیزابت هولمز تأسیس شده بود، خدمت می‌کرد. گیبونز پیش از پیوستن به ترانوس در سال ۲۰۰۵، بیش از ۳۰ سال در زمینه درمان‌های پزشکی و آزمایش‌های تشخیصی تحقیق می‌کرد. او تلاش کرد تا در مورد عدم دقت دستگاه‌های آزمایش ترانوس، با مدیریت آنها مشکل ایجاد کند.
در سال ۲۰۱۳، ایان گیبونز شب پیش از آن‌که قرار بود برای ادای شهادت در یک پرونده حقوقی مرتبط با شرکت ترانوس حاضر شود، به‌طور عمدی دوز بالایی از داروی استامینوفن مصرف کرد. او به مدت چند روز در بیمارستان بستری بود و در نهایت بر اثر نارسایی کبدی درگذشت. شرکت ترانوس در سال ۲۰۱۸، پس از افشاگری‌های روزنامه‌نگار جان کریرو در وال‌استریت ژورنال، فروپاشید. کریرو در گزارش‌های خود نشان داد که دستگاه‌های آزمایش خون انقلابی این شرکت که ادعا می‌شد تنها با یک قطره خون از نوک انگشت می‌توانند طیف گسترده‌ای از آزمایش‌ها را انجام دهند، هرگز آن‌گونه که معرفی شده بودند، عمل نمی‌کردند.
گیبونز تلاش کرده بود تا مقامات ارشد ترانوس، از جمله الیزابت هولمز، بنیان‌گذار شرکت را از نقص‌های اساسی فناوری آن‌ها آگاه سازد، اما مدیران شرکت بارها به هشدارهای او بی‌توجهی کردند.
دوران فعالیت گیبونز در شرکت ترانوس در کتاب خون بد: اسرار و دروغ‌ها در یک استارتاپ سیلیکون‌ولی اثر جان کریرو، و همچنین در قسمت دوم پادکست خبری The Dropout از شبکه ABC News مستند شده است. در مجموعهٔ درام زندگینامه‌ای The Dropout که بر پایه همین پادکست ساخته شده، بازیگر بریتانیایی، استیون فرای، نقش ایان گیبونز را ایفا کرده است.